# Oppiidae
Oppiidae är en familj av kvalster. Enligt Catalogue of Life ingår Oppiidae i överfamiljen Oppioidea, ordningen Sarcoptiformes, klassen spindeldjur, fylumet leddjur och riket djur, men enligt Dyntaxa är tillhörigheten istället ordningen kvalster, klassen spindeldjur, fylumet leddjur och riket djur. Enligt Catalogue of Life omfattar familjen Oppiidae 915 arter. 

## Dottertaxa till Oppiidae, i alfabetisk ordning[1][2]
- Abchasiella
- Acroppia
- Acutoppia
- Aeroppia
- Aethioppia
- Amerioppia
- Anomaloppia
- Arcoppia
- Austroppia
- Autoppia
- Baloghoppia
- Basidoppia
- Basiloppia
- Belloppia
- Berniniella
- Brachioppia
- Brachioppiella
- Brassoppia
- Chavinia
- Cheloppia
- Condyloppia
- Congoppia
- Convergoppia
- Corynoppia
- Cryptoppia
- Ctenoppia
- Cubaoppia
- Cycloppia
- Discoppia
- Dissorhina
- Drepanoppia
- Elaphoppia
- Erioppia
- Exanthoppia
- Foraminoppia
- Fossoppia
- Foveolatoppia
- Fusuloppia
- Geminoppia
- Gittella
- Globoppia
- Goyoppia
- Graptoppia
- Hamoppia
- Helioppia
- Heteroppia
- Hypogeoppia
- Intermedioppia
- Javieroppia
- Joboppia
- Karenella
- Kokoppia
- Kulievia
- Laminoppia
- Lanceoppia
- Laroppia
- Lasiobelba
- Lauroppia
- Lemuroppia
- Leptoppia
- Liacaroppia
- Lineoppia
- Loboppia
- Mahunkella
- Medioppia
- Medioxyoppia
- Membranoppia
- Microppia
- Mimoppia
- Miroppia
- Moritzoppia
- Multimedioppia
- Multioppia
- Multipulchroppia
- Mystroppia
- Neoamerioppia
- Neoppia
- Neostrinatina
- Neotrichoppia
- Niloppia
- Octoppia
- Oligoppia
- Operculoppia
- Oppia
- Oppiella
- Otoppia
- Oxybrachioppia
- Oxyoppia
- Oxyoppioides
- Paramedioppia
- Pararamusella
- Paroppia
- Paternoppia
- Pletzenoppia
- Pluritrichoppia
- Polyoppia
- Porrhoppia
- Processoppia
- Pseudoamerioppia
- Pseudobrachioppiella
- Ptiloppia
- Pulchroppia
- Pulchroppiella
- Pustuloppia
- Quinquoppia
- Ramonoppia
- Ramuloppia
- Ramusella
- Ramuselloppia
- Rhaphoppia
- Rhinoppia
- Rugoppia
- Sacculoppia
- Separatoppia
- Serratoppia
- Setoppia
- Setuloppia
- Similoppia
- Solenoppia
- Sphagnoppia
- Stachyoppia
- Striatoppia
- Subiasella
- Taiwanoppia
- Tanzoppia
- Tectoppia
- Trapezoppia
- Trematoppia
- Tripiloppia
- Tuberoppia
- Uroppia
- Wallworkoppia
- Varioppia
- Xenoppia